# Vestlig spøgelsesabe
Den vestlige spøgelsesabe (Cephalopachus bancanus) er en art i gruppen af spøgelsesaber, der lever på Borneo og Sumatra og nærliggende mindre øer. Den er en meget lille primat med en kropslængde på 12-15 cm og en lang, næsten hårløs hale på 17-23. Den er udelukkende aktiv om natten, hvor den springer fra træ til træ i søgen efter insekter og andre smådyr. Den lever i regnskov og skovbevoksede sumpområder.